# Carystoides
Carystoides is een geslacht van vlinders van de familie dikkopjes (Hesperiidae), uit de onderfamilie Hesperiinae.

## Soorten
- C. abrahami Freeman, 1969
- C. balza Evans, 1955
- C. basoches (Latreille, 1824)
- C. cathaea (Hewitson, 1866)
- C. certima (Hewitson, 1866)
- C. escalantei Freeman, 1969
- C. floresi Freeman, 1969
- C. hondura Evans, 1955
- C. lebbaeus (Hewitson, 1876)
- C. lila Evans, 1955
- C. manta Evans, 1955
- C. marama (Möschler, 1876)
- C. mexicana Freeman, 1969
- C. noseda (Hewitson, 1866)
- C. sicania (Hewitson, 1876)